# Enric Tarrado Vives
Pour les articles homonymes, voir Vivès (homonymie).
Enric Tarrado Vives, homme politique andorran, né le 5 août 1962. Il est président du groupe parlementaire Centre démocratique andorran. Il est élu au conseil général depuis 1997 à 2009.
De 2012 jusqu'à sa décision de se présenter aux élections de 2019, il a été ambassadeur d'Andorre au Liechtenstein, à Monaco, à Saint-Marin et en Suisse, ainsi que représentant permanent d'Andorre auprès de l'Office des Nations Unies à Genève.